# Rinconada (kommunhuvudort)
Rinconada är en kommunhuvudort i Argentina.   Den ligger i provinsen Jujuy, i den norra delen av landet, 1 600 km nordväst om huvudstaden Buenos Aires. Rinconada ligger 3 915 meter över havet och antalet invånare är 364.
Terrängen runt Rinconada är kuperad åt nordväst, men åt sydost är den platt. Trakten runt Rinconada är nära nog obefolkad, med mindre än två invånare per kvadratkilometer..
Omgivningarna runt Rinconada är i huvudsak ett öppet busklandskap.